# Сан Мартино (Мачерата)
Сан Мартино (итал. San Martino) насеље је у Италији у округу Мачерата, региону Марке.
Према процени из 2011. у насељу је живело 103 становника. Насеље се налази на надморској висини од 335 м.